# Leather Stocking
Leather Stocking é um filme mudo norte-americano de 1909 em curta-metragem, do gênero aventura, dirigido por D. W. Griffith, baseado no romance Leatherstocking, de James Fenimore Cooper.
O filme foi produzido e distribuído por Biograph Company.